# Freeport (Texas)
Freeport é uma cidade localizada no estado norte-americano do Texas, no Condado de Brazoria.

## Demografia
Segundo o censo norte-americano de 2000, a sua população era de 12.708 habitantes.
Em 2006, foi estimada uma população de 12.603, um decréscimo de 105 (-0.8%).

## Geografia
De acordo com o United States Census Bureau tem uma área de
34,4 km², dos quais 30,8 km² cobertos por terra e 3,6 km² cobertos por água. Freeport localiza-se a aproximadamente 1 m acima do nível do mar.

## Localidades na vizinhança
O diagrama seguinte representa as localidades num raio de 12 km ao redor de Freeport.